# ドレイク・カレンダー
ドレイク・スティーブン・カレンダー（Drake Steven Callender, 1997年10月7日 - ）は、アメリカ合衆国カリフォルニア州サクラメント出身のプロサッカー選手。メジャーリーグサッカーのインテル・マイアミCF所属。ポジションはゴールキーパー。

## 経歴

### ユース
2013年から2016年までサンノゼ・アースクエイクスのユースアカデミーでプレーしていた。

### カレッジ
カリフォルニア大学に進学して通算で54試合に出場し、うち16試合でクリーンシートを記録した。
大学時代にはUSLリーグ2のサンフランシスコ・グレンズにも在籍していたが、出場はなかった。

### インテル・マイアミCF
2019年11月12日、2020年のMLSスーパードラフトの全体27位指名権とのトレードで、ホームグロウン契約の権利がサンノゼからインテル・マイアミCFへ移り、その後マイアミと同契約を結んだ。
2021年5月7日にリザーブチームのフォートローダーデールCFでプロデビューした。
2023年シーズン、CFモントリオールとの開幕戦で6セーブを記録した。同シーズンのリーグスカップではナッシュビルSCとの決勝でPK戦となり、9-9で迎えた場面で自身がシュートを成功させ、直後に相手のシュートをセーブして勝利し、優勝した。この活躍によりマンオブザマッチと、同カップの最優秀ゴールキーパーに選出された。9月9日のスポルティング・カンザスシティ戦でMLS通算100セーブを記録した。

## 代表歴
2023年8月にアメリカ合衆国代表のトレーニングキャンプに初招集された。チームはウズベキスタン、オマーンと親善試合を行ったが、自身の出場はなかった。

## タイトル

### クラブ
インテル・マイアミCF
- リーグスカップ：1回（2023）

### 個人
- リーグスカップ最優秀ゴールキーパー：2023